# Värmlands spelmansförbund
Värmlands spelmansförbund grundades 1929 och är ett spelmansförbund i Sverige. Förbundet är idag medlem i Sveriges Spelmäns riksförbund.

### Notböcker
- Värmlandslåtar från Övre Fryksdalen. Upptecknade och arrangerade för två fioler av Erik Gustavsson.[1]

- Värmlandslåtar från Eda arrangerade för två fioler av Erik Gustavsson.[2]

- Låtar från Värmland ur A.P. Thoréns repertoar. Upptecknade och arrangerade för två fioler av Erik Gustavsson.[3]

- 40 Låtar från Frykerud ur Riksspelman Carl Iderströms repertoar. Upptecknade och arrangerade för två fioler, av Erik Gustavsson.[4]

- 22 Värmlandslåtar ur Riksspelman Carl Iderströms repertoar. D. 2, upptecknade och arrangerade för två fioler av Erik Gustavsson.[5]

- 40 spelmanslåtar från Värmland och Dalsland, upptecknade av Frithiof Karsmo, arrangerade för två fioler av Erik Gustavsson.[6]

- 1900-talet – 20 låtar för två fioler 1, av Erik Gustavsson.[7]

- 1900-talet – 20 låtar för två fioler 2, av Erik Gustavsson.[8]

- 1978 – Värmlandslåtar från Svanskog 1, upptecknade och arrangerade för två fioler av Erik Gustavsson.[9]

- 1980 – Värmlandslåtar från Svanskog 2, upptecknade och arrangerade för två fioler av Erik Gustavsson.[10]

- 1980-talet – 25 valser arrangerade för 2 fioler, av Per Jönsson-Lumiainen Lomjansguten.[11]

- 1985 – Spelmanslåtar från Värmlandsnäs D. 2.[12]

## Medlemstidning
Värmlands spelmansförbund medlemstidning Spelmanstidningen började ges ut 1986 och bytte 1991 namn till Värmländsk folkmusik.

## Ordförande
- 1929–1935: Dan Danielsson
- 1990: Dan Olsson
- 2023: Mats Genell